# Чемпионат СССР по тяжёлой атлетике 1924
5-е чемпионат СССР по тяжёлой атлетике проходило с 25 по 27 марта 1924 года в зале клуба им. Ленина, Киев Украинской ССР. В нём участвовал 41 атлет от 18 городов в 5 весовых категориях. Программа состояла из пятиборья (жим, рывок одной рукой, рывок двумя руками, толчок одной рукой и толчок двумя руками).

## Медалисты
| Категория     | Золото                              | Золото   | Серебро                           | Серебро  | Бронза                              | Бронза   |
| До 60 кг      | Александр Бухаров «Динамо» Москва   | 380,0 кг | Чулин Ефим «Динамо» (Москва)      | 364,5 кг | Шепелянский Яков Клуб Ленина (Киев) | 362,5 кг |
| До 67,5 кг    | Хрястолов Пётр «Динамо» (Ленинград) | 426,0 кг | Жуков Иван Клуб Ленина (Киев)     | 420,0 кг | Чёрный Александр «Водник» (Киев)    | 411,8 кг |
| До 75 кг      | Кондратьев Фёдор Клуб Ленина (Киев) | 436,0 кг | Ильин Андрей «Динамо» (Ленинград) | 426,0 кг | Суслов Иван Лыжный клуб (Москва)    | 426,0 кг |
| До 82,5 кг    | Эхт Давид Красная Армия (Одесса)    | 463,0 кг | Крылов Виктор «Динамо» (Москва)   | 434,0 кг | Синицкий Зосима Гомель              | 432,0 кг |
| Свыше 82,5 кг | Спарре Ян Лыжный клуб (Москва)      | 523,7 кг | Лисоправский Юзеф «Спарта»        | 474,0 кг | Седзевич Дмитрий Гомель             | 422,0 кг |